# 진무 (백제)
진무(眞武, ?~407년?)는 삼국시대 백제의 장군이다. 백제왕 아신의 외숙부로써, 대성팔족 중의 하나인 진(眞)씨 출신의 귀족이다.

## 생애
진무는 침착하고 굳세며, 큰 지략이 있어 나라 사람들의 존경을 받았다고 하였다.
393년(아신왕 2년) 1월, 좌장(左將)에 임명되어 왕명으로 병사 1만 명을 거느리고 고구려의 남쪽 변경을 공격하였다. 그는 사졸보다 앞장서서 화살과 돌을 무릅쓰면서 석현성(石峴城) 등 다섯 성을 회복하려고 관미성을 포위하였으나, 고구려 사람들은 성문을 닫고 굳게 지켰고, 군량 수송이 부족해 퇴군했다.
395년(아신왕 4년) 가을, 왕명으로 군사를 거느리고 다시 고구려를 공격하였으나, 광개토왕이 군사 7천 명을 거느리고 패수(浿水)에서 진을 치고 대응하여 많은 병사를 잃고 패하였다.
그러나, 398년(아신왕 7년) 2월, 대고구려전에 앞장선 공으로 병관좌평(兵官佐平)이 되어, 동료 사두(沙豆)를 새로운 좌장(左將)으로 삼았다.
407년(전지왕 3년) 2월, 해구(解丘)가 새로 병관좌평에 임명된 것으로 보아 그 이전에 죽은 듯 하다.

## 가계
- 아버지 : 서산 진씨(瑞山 眞氏)
- 어머니 : 미상
  - 누이 : 서산 진씨(瑞山 眞氏)
  - 무신 : 진무(眞武)

## 진무가 등장한 작품
- 《광개토태왕》(KBS, 2011년~2012년, 배우:정의갑)

## 같이 보기
- 아신왕
- 광개토대왕
- 사두